# Seznam hvězd v souhvězdí Cefea
Toto je seznam významných hvězd v souhvězdí Cefea (Cepheus). Hvězdy jsou seřazeny podle zdánlivé magnitudy.